# Spalax zemni
Spalax zemni é uma espécie de roedor da família Spalacidae. Pode ser encontrado no sudoeste da Polônia e na Ucrânia entre os rios Dnestr e Dnepr, e ao sul até as margens do Mar Negro.